# Erebia rondoui
Erebia rondoui är en fjärilsart som beskrevs av Charles Oberthür 1908. Erebia rondoui ingår i släktet Erebia och familjen praktfjärilar. IUCN kategoriserar arten globalt som livskraftig. Inga underarter finns listade i Catalogue of Life.

## Bildgalleri

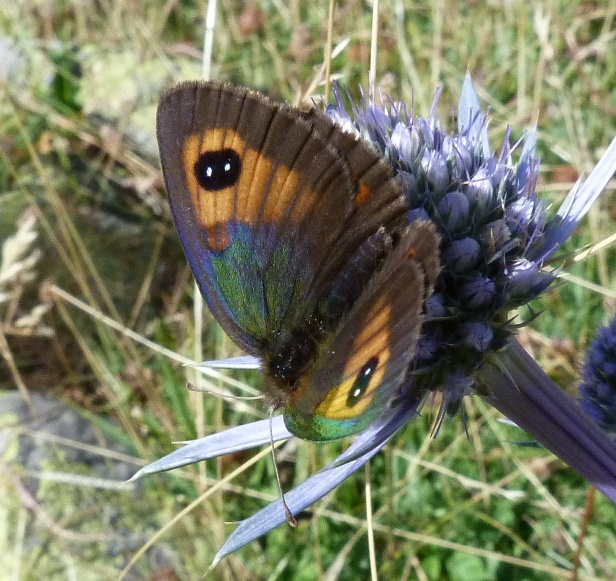
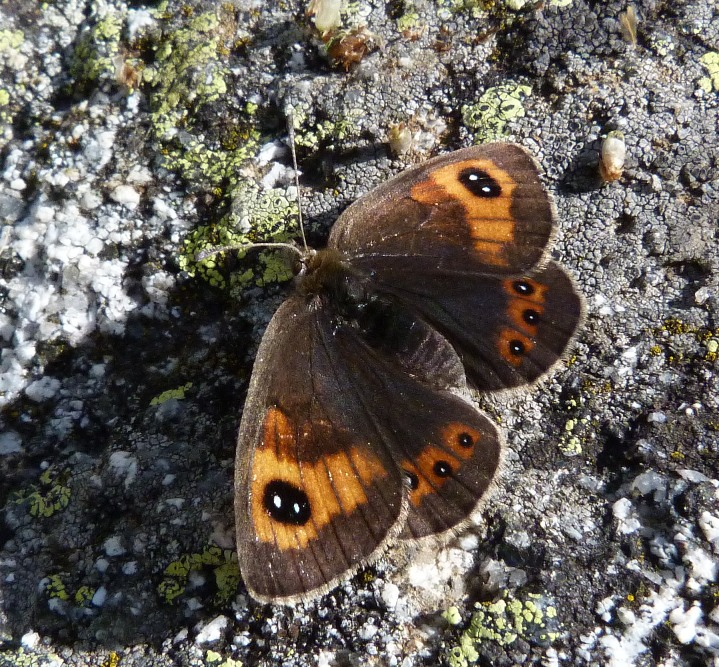